# Pierre de Morestel
Pierre de Morestel († 1261) est un chanoine devenu évêque de Maurienne au XIIIe siècle, sous le nom de Pierre III.

## Biographie
Pierre de Morestel est « certainement natif de la Provenchère », à La Table, dans la vallée des Huiles. Il appartient à la famille seigneuriale dauphinoise de Morestel (ou Morêtel), originaire du Grésivaudan. Un rameau possède une tour à Provenchère, se trouvant vassale des vicomtes de La Chambre.
Pierre de Morestel est chanoine dans le Chapitre de Saint-Jean-de-Maurienne lorsqu'il est choisi par ses paires pour diriger le diocèse de Maurienne, très probablement en 1258, voire déjà en 1256. Il est désigné sous le nom de Pierre III,.
Au cours de cette même année, Pierre d'Aigueblanche de Tarentaise, évêque de Hereford (Angleterre), fonde la collégiale Sainte-Catherine de Randens, un hameau d'Aiguebelle,,. Gabrielle Michaux indique cependant que cette « fondation n'a pas été approuvée, ni consentie par l'évêque de Maurienne, alors en place ». Cette situation durera jusqu'en 1306.
Il acquiert, toujours en 1258, une maison et une tour du château de L'Huïlle, pour de la somme de 27 000 sols viennois, sur un prix de départ de 42 000 sols. Le restant correspond à la dot apportée à l'épouse, issue des Arvillard, à son neveu, Chabert.
La fin de son épiscopat est donnée pour l'an 1261,.

## Armoirie épiscopale
Charles Buet lui donne pour armes D'or au chevron de sable. La famille de Morestel porte, cependant, De sable, à la bande d'argent.